# Pseudobaptria bogumilaria
Pseudobaptria bogumilaria är en fjärilsart som beskrevs av Hans Rebel 1904. Pseudobaptria bogumilaria ingår i släktet Pseudobaptria och familjen mätare. Inga underarter finns listade i Catalogue of Life.